# تیرنو باری (بازیکن فوتبال، زاده ۲۰۰۲)
تیرنو باری (انگلیسی: Thierno Barry؛ زادهٔ ۲۱ اکتبر ۲۰۰۲) بازیکن فوتبال گینه‌ای‌تبار اهل فرانسه است.